# Ledenweg
Der Ledenweg ist eine Innerortsstraße in der sächsischen Stadt Radebeul, in den Stadtteilen Kötzschenbroda und Niederlößnitz. Die örtliche Altstraße stellte ursprünglich durch ihren Beginn an der Meißner Straße direkt neben dem Gradsteg eine Verbindung zwischen dem Dorfkern von Kötzschenbroda, Altkötzschenbroda, und der zugehörigen Weinbergflur dar sowie über die Verlängerung durch den Gemssteig auf das Hochland von Kötzschenbroda Oberort.

## Bebauung

Ledenweg mit Blick auf die Schule, im Vordergrund rechts Ledenweg 22. Im Hintergrund auf der Hangkante: links Friedensburg, rechts Minckwitzsches Weinberghaus. Postkarte, 1912

Zauberkünstler Harry Houdini vor der Villa Frikell, 8. April 1903

Diverse Kulturdenkmale liegen entlang des Ledenwegs und sind daher in der Liste der Kulturdenkmale in Radebeul-Kötzschenbroda und -Niederlößnitz (A–L) aufgeführt, teilweise mit Adressen von Querstraßen:
- Kötzschenbroda: Nr. 1, Hofmann-Villa (Nr. 2a/2b),[1] Nr. 8
- Niederlößnitz: Nr. 13, Nr. 14, Nr. 21, Nr. 22, Nr. 31, Grundschule Niederlößnitz (Nr. 35), Villa Salbach (Nr. 39), Nr. 41, Nr. 43, Obere Bergstraße 35

Am Ende der Straße, bei ihrer Einmündung in die Obere Bergstraße, stehen auf der nördlichen Straßenseite links das Haus Reinhardtsberg (Obere Bergstraße 44) und rechts die Villa Oswald (Obere Bergstraße 42). Rechts von dieser beginnt der Gemssteig.
Die Hofmann-Villa (Ledenweg 2) mit ihrer auch heute denkmalgeschützten Gartenanlage (daher auch Lindenhaus) stand als sogenanntes Kulturhaus bereits zu DDR-Zeiten als Denkmal der Architektur unter Denkmalschutz.
Bis 1936 stand im Ledenweg die Villa Frikell (im Volksmund „Hexerhaus von Kötzschenbroda“), der Ruhesitz des Zauberkünstlers Wiljalba Frikell, vor dem sich der jüngere Harry Houdini 1903 beim Versuch, Frikell persönlich zu besuchen, fotografieren ließ.

## Namensgebung
In den ersten schriftlich erhaltenen Dorfrügen Kötzschenbrodas, den nach ihrem Schreiber benannten Thanneberger Rügen von 1497, ist der fußsteygk zu den kempnitz hinan erwähnt, also ein Verbindungsweg zwischen Kötzschenbroda und der zugehörigen Weinbergflur sowie weiter über den kempnitz, den heutigen Gemssteig, auf das Hochplateau oberhalb des Minckwitzschen Weinbergs.
Der Weg erhielt auf Kötzschenbrodaer Gebiet 1897 den Namen Ledenweg, nach der Lehde, einem Wort für eine Brache. Auf Niederlößnitzer Flur hieß der Weg bis 1935 Schulstraße, nach der anliegenden Niederlößnitzer Schule.
1935 wurde auch der nördliche, also Niederlößnitzer Teil, wie der südliche in Ledenweg umbenannt.

## Anlieger
- Kötzschenbroda: Johannes Wilhelm Hofmann, Wiljalba Frikell
- Niederlößnitz: Clara Salbach, Alfred Naumann, Adolf von Rabenhorst (Nr. 34)